# آپالاچیکولا (فلوریدا)
آپالاچیکولا (به انگلیسی: Apalachicola) شهری در شهرستان فرانکلین ایالت فلوریدا است که در سال ۱۸۳۱ بنیان‌گذاری شده‌است. این شهر طبق سرشماری سال ۲۰۱۰ میلادی، ۲٬۲۳۱ نفر جمعیت داشته و مساحت آن نیز ۶٫۹ کیلومتر مربع است.